# 小柳輝一
小柳 輝一（こやなぎ てるいち、1923年2月24日 - 1996年8月1日）は、食物社会史家。ジャーナリスト。

## 生涯
愛知県名古屋市出身。法政大学専門部法律学科卒。
中日新聞、時事新報の記者をへて、食物社会史を研究し、著作をなした。

## 著書
- 『日本人の食生活 飢餓と豊饒の変遷史』柴田書店 1971
- 『食べものと日本文化 食生活の文化的考察』評言社 1972
- 『たべもの博物誌』新人物往来社 1976
- 『たべもの文化誌』新人物往来社 1977
- 『絵で見る日本食物誌』春秋社 食文化シリーズ 1984
- 『甘辛の間食文化 嗜好品』日本経済評論社 <食>の昭和史 1987
- 『たべもの歴史散策』時事通信社 1994

## 注
1. ↑  20世紀日本人名事典